# Stanley Kramer
Pour les articles homonymes, voir Kramer.
Cet article possède un paronyme, voir Stanley Baker.
Stanley Earl Kramer, né le 29 septembre 1913 dans Brooklyn à New York et mort le 19 février 2001 à Woodland Hills en Californie, est un réalisateur et producteur de cinéma américain. Le 28 mars 1960, la première étoile du Walk of Fame fut attribuée au réalisateur Stanley Kramer.
Producteur et réalisateur indépendant, il a attiré l'attention sur des problèmes sociaux d'actualité que la plupart des studios ont évité. Parmi les sujets abordés dans ses films figurent le racisme (dans La Chaîne et Devine qui vient dîner), la guerre nucléaire (dans Le Dernier Rivage), la cupidité (dans Un monde fou, fou, fou, fou), créationnisme ou évolution (dans Procès de singe) et les causes et les effets du fascisme (dans Jugement à Nuremberg). Parmi ses autres films remarquables figurent Le train sifflera trois fois (1952, en tant que producteur), Ouragan sur le Caine (1954, en tant  que producteur) et La Nef des fous (1965).
Le réalisateur Steven Spielberg le décrit comme un « visionnaire incroyablement talentueux » et un « de nos grands cinéastes, pas seulement pour l’art et la passion qu’il a mis à l’écran, mais pour l’impact qu’il a eu sur la conscience du monde ». Kramer a été reconnu pour son indépendance féroce en tant que producteur-réalisateur. Son auteur, Victor Navasky, a écrit que « parmi les indépendants (...) aucun ne semblait être plus expressif, plus libéral, plus pugnace que le jeune Stanley Kramer »[réf. nécessaire]. Son ami Kevin Spacey, lors de son discours de remerciement aux Golden Globes de 2015, a rendu hommage au travail de Kramer, le qualifiant de « l'un des plus grands cinéastes de tous les temps »,.
Malgré une réception critique inégale, le travail de Kramer a été récompensé par de nombreux prix, dont 16 Oscars et 80 nominations. Il a été nommé neuf fois producteur ou réalisateur. En 1961, il reçut le prix commémoratif Irving G. Thalberg . En 1963, il fut membre du jury du 3e Festival international du film de Moscou. En 1998, il reçut le premier prix NAACP Vanguard en reconnaissance des « thèmes sociaux forts qui ont caractérisé son œuvre ». En 2002, le prix Stanley Kramer, destiné aux lauréats dont le travail « illustre de manière dramatique des problèmes sociaux provocateurs », fut créé.

## Biographie
Stanley Kramer est né à Manhattan, dans l’État de New York, dans un quartier connu sous le nom de Hell's Kitchen, en raison de sa réputation de zone difficile, ravagée par les gangs. Ses parents étaient juifs et s’étant séparés très tôt, c'est pourquoi le jeune Kramer ne garde guère de souvenirs de son père. Sa mère travaille alors dans un bureau de Paramount Pictures à New York, période pendant laquelle ses grands-parents s'occupent de lui à la maison. Son oncle, Earl Kramer, est employé dans la distribution chez Universal Pictures.
Kramer étudie au collège DeWitt Clinton dans le Bronx, où il obtient son diplôme à quinze ans. Il s'inscrit ensuite à l'Université de New York, où il devient membre de la fraternité Pi Lambda Phi et rédige une chronique hebdomadaire pour le journal Medley. Il décroche son diplôme en administration des affaires en 1933, à l'âge de dix-neuf ans. Selon le biographe Donald Spoto, après avoir développé un « goût pour l'écriture » avec le journal, il s'est vu proposer un stage rémunéré dans le département d'écriture de la 20th Century Fox et a déménagé à Hollywood. Jusqu'à ce poste, il avait prévu de s'inscrire à la faculté de droit.
Pendant la Grande Dépression, il occupe dans des studios d'Hollywood divers emplois qui lui permettent de gravir les échelons du milieu du cinéma : il est déménageur de décors, puis monteur chez MGM ; scénariste et documentaliste pour Columbia Pictures et Republic Pictures et producteur associé avec Loew-Lewin productions. Ces acquis lui permettront ultérieurement de financer et tourner ses films rapidement, en réalisant uniquement les prises nécessaires pour faciliter le montage du film.
Pendant la Seconde Guerre mondiale, il est enrôlé et réalise des films sur l'entrainement du United States Army Signal Corps (Corps des signaleurs de l'armée des États-Unis) avec d'autres cinéastes hollywoodiens, dont Frank Capra et Anatole Litvak. Il quitte l'armée avec le grade de premier lieutenant.
Après la guerre, il n'y a plus de postes vacants à Hollywood. Kramer fonde la société de production indépendante Screen Plays Inc. avec le scénariste Herbie Baker, le publiciste George Glass et le producteur Carl Foreman qui a été son compagnon d'armes dans l'unité du film pendant la guerre.  La nouvelle compagnie indépendante donne à Kramer la liberté de produire des films échappant au contrôle moral et idéologique exercé par les grands studios. En 1950, Screen Plays Inc. devient la Stanley Kramer Company et produit deux films marquants : C'étaient des hommes (The Men) de Fred Zinnemann, où le jeune Marlon Brando tient son premier rôle au cinéma, et Cyrano de Bergerac, adaptation de la pièce d'Edmond Rostand par Michael Gordon, qui vaut à José Ferrer l'Oscar du meilleur acteur.
Ces succès critiques et publiques attirent l'attention de Harry Cohn, président de Columbia Pictures, qui propose à Kramer, en 1951, de devenir une unité de production indépendante au sein de grand studio. Kramer conserve toute la liberté de choisir les films qu'il veut produire, peu importe la teneur de leur sujet, et avec un budget pour chacun qui avoisine un million de dollars. Kramer accepte un contrat de 20 films à produire en 5 ans. Malgré de bons films, les pertes s'accumulent. En 1953, Cohn et Kramer décident d'un commun accord de mettre fin au contrat de 5 ans. Ironiquement, le dernier film tourné en vertu du contrat sera Ouragan sur le Caine (The Caine Mutiny) d'Edward Dmytryk, sorti en 1954, dont le très gros succès effacera toutes les pertes rencontrés jusqu'alors par les productions de Kramer.
Dès 1955, et tout en maintenant son activité de producteur, Kramer passe à la réalisation. Entre 1955 et 1979, ils réalisent 16 films, dont plusieurs abordent de front des sujets fort controversés, dont le racisme dans La Chaîne (Th Defiant Ones) en 1958 et Devine qui vient dîner... (Guess Who's Coming to Dinner) en 1967. Outre des évocations spectaculaires de grands moments de l'Histoire comme, en 1961, dans Jugement à Nuremberg (Judgment at Nuremberg), il tourne aussi des comédies à grand déploiement avec Un monde fou, fou, fou, fou (It's a Mad, Mad, Mad, Mad World) en 1963. 
La plupart des films réalisés par Kramer dans les années 1950 et 1960 retiennent l'attention et la faveur du public. Ils remportent aussi les suffrages de la critique, plusieurs prix internationaux, en plus d'être présents à la cérémonie annuelle des Oscars. Les films des années 1970, nettement moins provocateurs ou ambitieux, rencontrent des échecs critiques et publiques répétés.         

## Décès
Dans les années 1980, Kramer se retire à Bellevue, dans l'État de Washington. Il écrit une chronique sur les films pour le Seattle Times de 1980 à 1996. Pendant ce temps, il anime sa propre émission de film hebdomadaire sur la chaîne de télévision, alors indépendante, KCPQ.
En 1997, Kramer publie son autobiographie, A Mad, Mad, Mad, Mad World: A Life in Hollywood (non traduit).
Il meurt le 19 février 2001 à Los Angeles, à l'âge de 87 ans, après avoir contracté une pneumonie. Il s'est marié trois fois et a divorcé deux fois. Il laisse dans le deuil sa troisième épouse, Karen, et quatre enfants : Casey et Larry (avec Anne Pearce), ainsi que Katharine et Jennifer (avec Karen Sharpe).

## Filmographie partielle

### Réalisateur
- 1955 : Pour que vivent les hommes[p 1](Not as a Stranger)
- 1957 : Orgueil et Passion[p 1] (The Pride and the Passion)
- 1958 : La Chaîne[p 1] (The Defiant Ones)
- 1959 : Le Dernier Rivage[p 1] (On the Beach)
- 1960 : Procès de singe[p 1] (Inherit the Wind)
- 1961 : Jugement à Nuremberg[p 1] (Judgment at Nuremberg)
- 1963 : Un monde fou, fou, fou, fou[p 1] (It's a Mad Mad Mad Mad World)
- 1965 : La Nef des fous[p 1] (Ship of Fools)
- 1967 : Devine qui vient dîner...[p 1] (Guess Who's Coming to Dinner)
- 1969 : Le Secret de Santa Vittoria[p 1] (The Secret of Santa Vittoria)
- 1970 : RPM
- 1971 : Bless the Beasts and Children[p 1]
- 1973 : L'Or noir de l'Oklahoma (Oklahoma Crude)
- 1975 : Judgment: The Court Martial of Lieutenant William Calley[p 1] - Film TV
- 1977 : La Théorie des dominos[p 1] (The Domino Principle)

1. 1 2 3 4 5 6 7 8 9 10 11 12 13  Stanley Kramer est également producteur.

### Producteur
NB : Stanley Kramer est également producteur de plusieurs films dont il assure la réalisation. Voir section précédente.
- 1942 : The Moon and Sixpence (producteur associé)
- 1949 : Le Champion (Champion)
- 1949 : La Demeure des braves (Home of the brave)
- 1950 : C'étaient des hommes (The Men)
- 1950 : Cyrano de Bergerac
- 1951 : Mort d'un commis voyageur (Death of a Salesman)
- 1952 : The Member of the Wedding
- 1952 : The Four Poster d'Irving Reis
- 1952 : Sacré Printemps (The Happy Time)
- 1952 : Le train sifflera trois fois (High Noon) - Non crédité
- 1952 : L'Homme à l'affût (The Sniper) d'Edward Dmytryk
- 1953 : L'Équipée sauvage (The Wild One)
- 1954 : Ouragan sur le Caine (The Caine Mutiny)
- 1963 : Un enfant attend (A Child Is Waiting)

### Acteur
- 1994 : Kleiner Mann ganz groß - Non crédité
- 1997 : Humphrey Bogart: You Must Remember This...
- 2000 : Sidney Poitier: One Bright Light - Non crédité

## Récompenses et distinctions

### Oscars
- 1959 : Nomination Meilleur réalisateur pour La Chaîne
- 1962 : Nomination Meilleur réalisateur pour Jugement à Nuremberg
- 1968 : Nomination Meilleur réalisateur pour Devine qui vient dîner...

### Golden Globes
- 1962 : Meilleur réalisateur pour Jugement à Nuremberg
- 1970 : Meilleur film musical ou de comédie pour Le Secret de Santa Vittoria

### Berlinale
- 1960 : Lauréat du Prix du meilleur long métrage destiné à la jeunesse pour Procès de singe.

### Festival international du film de Moscou
- 1973 : Lauréat du Prix d’or pour L'Or noir de l'Oklahoma.

## Hommage
- Le 28 mars 1960, la 1re étoile posée sur le Hollywood Walk of Fame porte son nom[4].